# Live Your Life
Live Your Life is een nummer van de Amerikaanse rapper T.I. afkomstig van zijn zesde studioalbum Paper Trail. Voor het nummer werd samengewerkt met zangeres Rihanna. In Nederland is het T.I.'s vijfde - en Rihanna's dertiende single. Het nummer werd door Radio 538 verkozen tot Alarmschijf. Het is de eerste schijf voor T.I. en de tiende voor Rihanna.

## Achtergrond
Live Your Life bevat een sample van het nummer Dragostea Din Tei van O-Zone wat in 2004 een grote hit was in Europa. In de Verenigde Staten is het nummer echter nooit uitgebracht, en zo maakten zij via Live Your Life kennis met het deuntje.
De eerste versie van Live Your Life lekte op 26 augustus op het internet. Het nummer bevat een dankbetuiging van T.I. aan de Amerikaanse soldaten die vechten in de Irakoorlog. Op de albumversie is het zanggedeelte van Rihanna uitgebreid ten opzichte van de radio edit.

## Tracklist

### Promotie-cd-single
1. "Live Your Life"
2. "Live Your Life" (instrumentaal)
3. "Live Your Life" (radioversie)
4. "Live Your Life" (albumversie)

### Britse cd-single
1. "Live Your Life" (radioversie)

## Hitnotering
| Live Your Life in de Nederlandse Top 40 - binnen: 29 november 2008 | Live Your Life in de Nederlandse Top 40 - binnen: 29 november 2008 | Live Your Life in de Nederlandse Top 40 - binnen: 29 november 2008 | Live Your Life in de Nederlandse Top 40 - binnen: 29 november 2008 | Live Your Life in de Nederlandse Top 40 - binnen: 29 november 2008 | Live Your Life in de Nederlandse Top 40 - binnen: 29 november 2008 | Live Your Life in de Nederlandse Top 40 - binnen: 29 november 2008 | Live Your Life in de Nederlandse Top 40 - binnen: 29 november 2008 | Live Your Life in de Nederlandse Top 40 - binnen: 29 november 2008 | Live Your Life in de Nederlandse Top 40 - binnen: 29 november 2008 | Live Your Life in de Nederlandse Top 40 - binnen: 29 november 2008 | Live Your Life in de Nederlandse Top 40 - binnen: 29 november 2008 | Live Your Life in de Nederlandse Top 40 - binnen: 29 november 2008 |
| Week                                                               | 1                                                                  | 2                                                                  | 3                                                                  | 4                                                                  | 5                                                                  | 6                                                                  | 7                                                                  | 8                                                                  | 9                                                                  | 10                                                                 | 11                                                                 |                                                                    |
| ------------------------------------------------------------------ | ------------------------------------------------------------------ | ------------------------------------------------------------------ | ------------------------------------------------------------------ | ------------------------------------------------------------------ | ------------------------------------------------------------------ | ------------------------------------------------------------------ | ------------------------------------------------------------------ | ------------------------------------------------------------------ | ------------------------------------------------------------------ | ------------------------------------------------------------------ | ------------------------------------------------------------------ | ------------------------------------------------------------------ |
| Nummer                                                             | 33                                                                 | 17                                                                 | 8                                                                  | 5                                                                  | 5                                                                  | 9                                                                  | 11                                                                 | 13                                                                 | 18                                                                 | 23                                                                 | 35                                                                 | uit                                                                |

| Live Your Life in de Ultratop 50 - binnen: 12 december 2008 | Live Your Life in de Ultratop 50 - binnen: 12 december 2008 | Live Your Life in de Ultratop 50 - binnen: 12 december 2008 | Live Your Life in de Ultratop 50 - binnen: 12 december 2008 | Live Your Life in de Ultratop 50 - binnen: 12 december 2008 | Live Your Life in de Ultratop 50 - binnen: 12 december 2008 | Live Your Life in de Ultratop 50 - binnen: 12 december 2008 | Live Your Life in de Ultratop 50 - binnen: 12 december 2008 | Live Your Life in de Ultratop 50 - binnen: 12 december 2008 | Live Your Life in de Ultratop 50 - binnen: 12 december 2008 | Live Your Life in de Ultratop 50 - binnen: 12 december 2008 | Live Your Life in de Ultratop 50 - binnen: 12 december 2008 | Live Your Life in de Ultratop 50 - binnen: 12 december 2008 | Live Your Life in de Ultratop 50 - binnen: 12 december 2008 |
| Week                                                        | 1                                                           | 2                                                           | 3                                                           | 4                                                           | 5                                                           | 6                                                           | 7                                                           | 8                                                           | 9                                                           | 10                                                          | 11                                                          | 12                                                          |                                                             |
| ----------------------------------------------------------- | ----------------------------------------------------------- | ----------------------------------------------------------- | ----------------------------------------------------------- | ----------------------------------------------------------- | ----------------------------------------------------------- | ----------------------------------------------------------- | ----------------------------------------------------------- | ----------------------------------------------------------- | ----------------------------------------------------------- | ----------------------------------------------------------- | ----------------------------------------------------------- | ----------------------------------------------------------- | ----------------------------------------------------------- |
| Nummer                                                      | 41                                                          | 44                                                          | 20                                                          | 15                                                          | 26                                                          | 26                                                          | 30                                                          | 21                                                          | 22                                                          | 28                                                          | 36                                                          | 44                                                          | uit                                                         |

## Videoclip
De videoclip van Live Your Life ging in première op 28 oktober. De clip is een minifilm waarin T.I. en Rihanna de hoofdrol spelen. De openingsscène toont een lopende T.I.. Als de muziek begint is Rihanna in haar kleedkamer en T.I., lopend met bloed in zijn gezicht en verschillende sneden. Hij wordt uit een auto gegooid en geschopt door een vrij grote man. Hij komt bij een drugdeal met een aantal dealers. Hij slaat er één waarna hij door de rest wordt geslagen. Vervolgens zie je de rapper zingend in een opnamestudio en domino spelen met vrienden. De rest van de clip laat een bar zien waarin T.I. weigert een deal te sluiten met Rihanna, die op een podium aan het zingen is. Aan het einde van de clip zegt T.I. dat hij geen deal wil, waarna hij de bar inloopt met een cd in zijn hand. Dit is een flashback van de originele deal, waar T.I. eigenlijk ook niets mee te maken wilde hebben.